# Редмонд, Дэниел
Дэниел Стивен (Дэнни) Редмонд (англ. Daniel Stephen "Danny" Redmond; род. 2 марта 1991, Ливерпуль) — английский футболист, полузащитник валлийского клуба «Нью-Сейнтс».

## Карьера
Редмонд начал играть футбол в «Эвертоне», откуда пришёл в «Уиган Атлетик» в 2009 году. Дебютировал в клубе 8 января 2011 года, заменив на 80-й минуте Джеймса Макартура в матче Кубка Англии против «Халл Сити».
13 января 2012 года Редмонд был отдан в аренду до конца сезона в шотландский клуб «Гамильтон Академикал». Дебютировал в клубе в этот же день в победном матче (1:0) против «Партик Тисл». В следующей игре, 21 января, Редмонт забил свой первый гол в ворота «Эйр Юнайтед». Матч закончился с ничейным счётом 2:2. В общей сложности, Редмонд в составе клуба забил ещё четыре гола в матчах с клубами: «Ливингстон», «Куин оф зе Саут», «Эйр Юнайтед» (снова) и «Партик Тисл».
8 февраля 2014 года Редмонд был отдан в месячную аренду в «Карлайл Юнайтед». 10 марта клуб продлил аренду до 5 апреля. В конце сезона «Уиган Атлетик» предложил Редмонду новый контракт, но игрок отказался от этого предложения.
В июне 2014 года Редмонд подписал двухлетний контракт с «Гамильтон Академикал». Дебютировал в клубе 2 августа в матче против «Арброт». Свой первый гол забил в матче против «Партик Тисл», который закончился со счётом 3:3.

## Личная жизнь
Отец Дэниела — Стив Редмонд, футболист, известный по выступлениям в клубах «Манчестер Сити», «Олдем Атлетик» и «Бери».